# 矢沢恒雄
矢沢 恒雄（やざわ つねお、1911年〈明治44年〉11月29日 - 1994年〈平成6年〉5月17日）は、昭和から平成時代前期の政治家。埼玉県加須市長。加須市名誉市民。

## 経歴
埼玉県北埼玉郡加須町（現加須市）出身。日本大学文学部中退。埼玉県に奉職し、同教育民政部厚生課住宅係長、秘書課長、民生部長、農林部長、総務部長を経て、1984年（昭和59年）加須市長に当選。3期務めた。没後の1994年（平成6年）9月、加須市名誉市民に推挙された。